# Anacleto Sima Ngua
Anacleto Sima Ngua (Guiné Equatorial, 2 de junho de 1936 – 1 de julho de 2018) foi um bispo católico romano emérito da Diocese de Bata, em Guiné Equatorial.

## Biografia
Anacleto nasceu em Mitemleté, então Guiné Espanhola. Foi ordenado presbítero em 24 de junho de 1963. Durante seu sacerdócio, chegou a ser torturado por agentes do regime de Macías Nguema.
Foi nomeado pelo Papa João Paulo II, aos 19 de novembro de 1982 como bispo de Bata. Recebeu a ordenação episcopal na Basílica de São Pedro em 6 de janeiro de 1983, pelo próprio papa, tendo como principais co-consagradores os arcebispos Eduardo Martínez Somalo e Duraisamy Simon Lourdusamy.
Anacleto Sima Ngua serviu como bispo da Diocese de Bata de 1983 a 11 de maio de 2002, permanecendo como bispo emérito até sua morte, aos 82 anos. Segundo denúncia de jornal da oposição na Guiné Equatorial, Monsenhor Anacleto renunciou devido à coação de opositores dentro da Igreja Católica na Guiné Equatorial. Foi sepultado na Catedral de Bata.